# Caharet
Caharet är en kommun i departementet Hautes-Pyrénées i regionen Occitanien i sydvästra Frankrike. Kommunen ligger i kantonen Tournay som tillhör arrondissementet Tarbes. År 2022 hade Caharet 30 invånare.

## Befolkningsutveckling
Antalet invånare i kommunen Caharet
| Referens: INSEE |